# 박로사
박로사(본명 : 박서연, 1987년 5월 5일 ~ )는 대한민국의 배우이다.

## 학력
- 세화여자고등학교
- 동덕여자대학교 방송연예학과

## 출연작

### 영화
- 《검은손》 (2015년) - 박 간호사 역
- 《신세계》 (2013년) - 주경 역
- 《아이들...》 (2011년) - 진영 역
- 《부당거래》 (2010년) - 주양 파트너 아가씨 역
- 《옥희의 영화》 (2010년) - 양순 역
- 《악마를 보았다》 (2010년) - 펜션녀 역
- 《포화 속으로》 (2010년) - 간호사 역
- 《이태원 살인사건》 (2009년) - 박지선 역
- 《순정만화》 (2008년)

### 드라마
- 《갑동이》 (2014년, tvN)
- 《KBS 드라마 스페셜 - 걱정마세요 귀신입니다》 (2012년, KBS2) - 형사 역
- 《빛과 그림자》 (2011년, MBC)
- 《케 세라 세라》 (2007년, MBC)

### CF
- 기네스 맥주 (2012년)
- 골프존 (2011년)
- 신한 BNP (2011년)
- 파리바게트 (2011년)